# El pentágono II
El Pentágono II será un álbum del productor de reguetón y propietario de Update Music, Revol, y segunda párte del álbum El Pentágono presentado por Don Omar en 2007. Aquella producción vendió más de 7.000 copias y contó con las participaciones de Don Omar, Cosculluela, Arcángel, Tego Calderón, Wibal, John Eric, Jowell y Randy y Eddie Dee. Luego se lanzó una recopilación llamada “El Pentágono Return” Aunque el álbum aún no tiene fecha de salida, Revol afirmó que este será el "álbum del año" ya que participarán los máximos artistas del Género urbano.

## Producción
La producción del álbum comenzó en el año 2015, con un tema del cantante "Eloy".

## Artistas confirmados
Aunque el "Pentágono 2" aún no tiene fecha de salida, Revol, productor y CEO de Update Music, confirmó los artistas que participarán en este álbum. Los artistas son Daddy Yankee, Wisin, Cosculluela, Ozuna, Bad Bunny, Farruko, Nicky Jam, Ñengo Flow, Alexio la Bestia, Arcángel, J Balvin, Zion & Lennox, Gotay, Darkiel, Franco el Gorila, Tempo, Yomo, Luigi 21 Plus, Chino & Nacho, Anuel AA, Plan B, Tito el Bambino y Eloy
Para esta producción, Revol afirmó que no contará con la participación de Don Omar.

## Lista de canciones
| N.º | Título | Productor(es)                                         | Duración |  |
| 1.  | «Caile» (Zion, Bad Bunny, De La Ghetto, Bryant Myers)                                                                     | Revol & Chris Jeday                                   | 5:07     |  |
| 2.  | «Piensas en mí» (J Álvarez)                                                                                               | Revol, Montana The Producer, FrannFusion & JX         | 4:04     |  |
| 3.  | «Andan por ahí» (Wisin, Cosculluela, Ozuna, Bad Bunny, Farruko, Nicky Jam, Ñengo Flow, Alexio la bestia, Arcángel y Zion) | Revol, Montana The Producer, FrannFussion             | 6:30     |  |
| 4.  | «Dime» (J Balvin, Bad Bunny, Arcángel & De la Ghetto)                                                                     | Revol                                                 | 4:45     |  |
| 5.  | «Andan por ahí 2 » (Alex Sensation, Noriel, J Álvarez, Franco el Gorila, De La Ghetto, Lennox, Pusho)                     | Revol, Montana The Producer, Frank Fussion            |          |  |
| 6.  | «Caile (Remix)» (Zion, Bad Bunny, De La Ghetto, Bryant Myers & Más)                                                       | Revol & Chris Jeday                                   |          |  |
| 7.  | «Vamos Pa La Calle» (Bad Bunny, Anuel AA, Héctor "El Father")                                                             | Revol                                                 | 3:24     |  |
| 8.  | «Desilusión» (Casper Mágico)                                                                                              | Revol                                                 | 3:21     |  |
| 9.  | «Bésame» (Jon Z) | Revol                                                 | 3:45     |  |
| 10. | «Demonia» (Reyven, Casper Mágico & Nio García)                                                                            | Revol                                                 | 4:28     |  |
| 11. | «Bésame (Remix)» (Arcángel, Jon Z & Baby Rasta)                                                                           | Revol                                                 | 4:52     |  |
| 12. | «Que Bien Te Ves» (Rauw Alejandro)                                                                                        | Revol                                                 | 3:44     |  |
| 13. | «Me Ama Me Odia» (Ozuna, Cosculluela, Arcángel & Brytiago)                                                                | Revol, Lil Geniuz, Yampi, Hi Flow, Mueka & Gaby Music | 5:25     |  |